# Cyphostemma kaessneri
Cyphostemma kaessneri là một loài thực vật hai lá mầm trong họ Nho. Loài này được (Gilg & M. Brandt) Desc. miêu tả khoa học đầu tiên năm 1967.